# Uggs

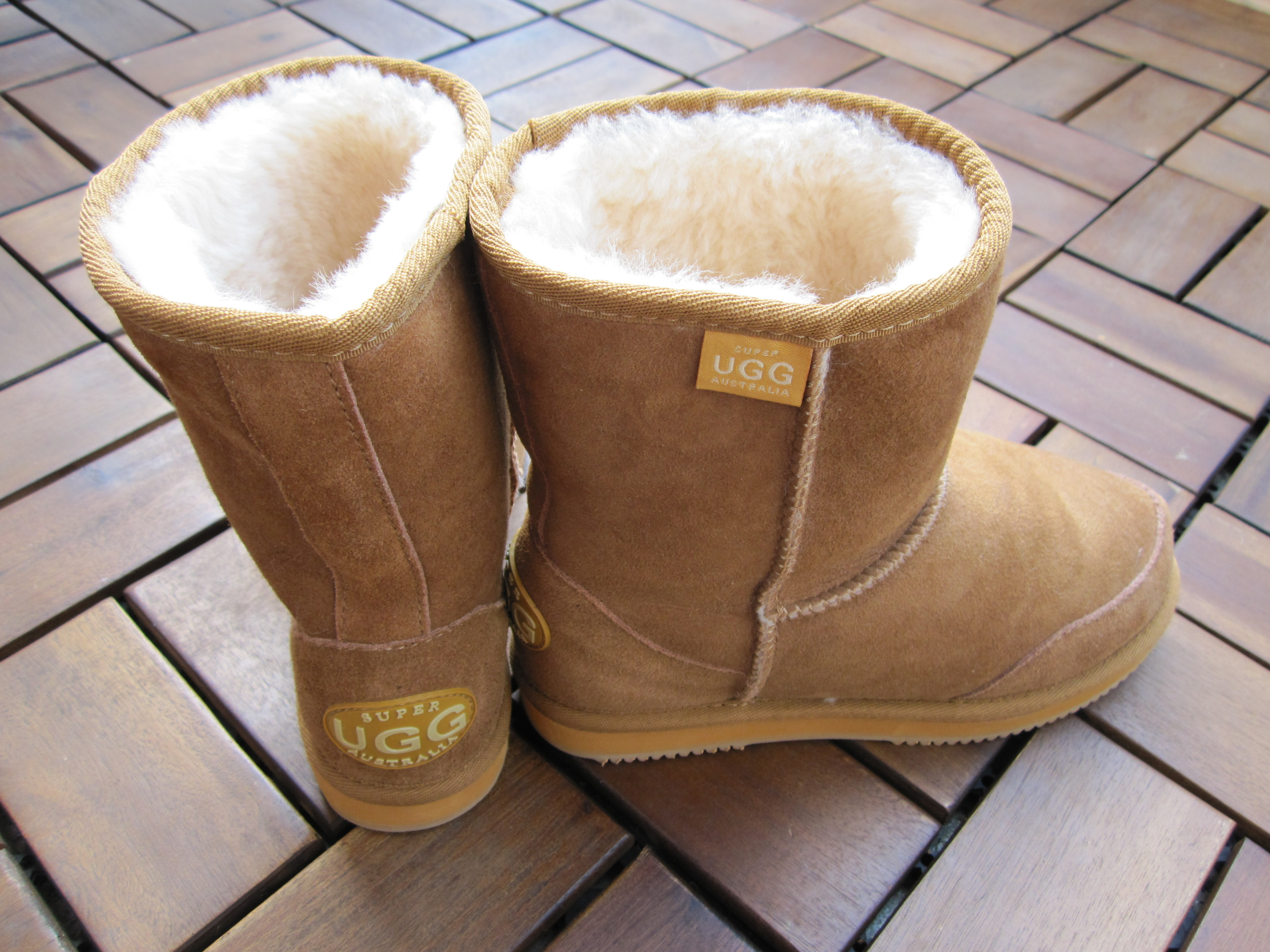
Een paar uggs

Uggs zijn schoenen met een dikke schapenvacht aan de binnenkant en een zachte, gekleurde stof aan de buitenkant.
De schoenen kennen hun oorsprong in Australië en Nieuw-Zeeland, waar ze in eerste instantie voornamelijk door surfers gedragen werden. Vanaf de jaren 2000 werden uggs, met name doordat ze gedragen werden door bekende mensen als Sarah Jessica Parker en Pamela Anderson, wereldwijd populair schoeisel.
Buiten Oceanië werd in het begin vooral het traditionele model (lichtbruine laars met witte schapenvacht aan de binnenkant) bekend, maar later werden ook andere modellen (langere laarzen, meerdere kleuren, hakken, pantoffels, slippers enzovoorts) en accessoires verkocht en daarmee ook meer gangbaar.